# Comuna Hîlkivka, Horol
Hîlkivka (în ucraineană Хильківка) este o comună în raionul Horol, regiunea Poltava, Ucraina, formată din satele Hîlkivka (reședința) și Hrîhorivka.

## Demografie
Componența lingvistică a comunei Hîlkivka
     Ucraineană (96,38%)
     Rusă (3,47%)
Conform recensământului din 2001, majoritatea populației comunei Hîlkivka era vorbitoare de ucraineană (96,38%), existând în minoritate și vorbitori de rusă (3,47%).